# I Am (álbum de Leona Lewis)
I Am é o quinto álbum de estúdio da cantora e compositora britânica Leona Lewis. Ele foi lançado em 11 de setembro de 2015, pela Island Records, após o rompimento de Lewis com a gravadora Syco Music, em junho de 2014. A gravação do álbum começou em meados de 2013, paralelamente ao primeiro álbum de Natal, e quarto de estúdio, da carreira de Lewis, Christmas, with Love (2013). I Am já teve três singles lançados, o primeiro é "Fire Under My Feet", o segundo é a faixa homônima ao título do álbum, e o quarto "Thunder".

## Antecedentes
Em fevereiro de 2013, um representante da Syco Music, gravadora de Leona Lewis, anunciou que ela estava prestes a começar a trabalhar em seu quarto álbum de estúdio, escrevendo e gravando canções, e que esse seria lançado no final do mesmo ano. A notícia foi publicada após Lewis avisar que ela tinha rompido com a Modest! Management, equipe responsável por gerenciar sua carreira desde que ela ganhou a terceira temporada do reality show The X Factor em 2006. Vários veículos de mídias especularam que a ruptura da cantora com a empresa se dava devido ao fraco desempenho comercial de seu terceiro álbum de estúdio, Glassheart, lançado em novembro de 2012. Ele foi o primeiro álbum de Lewis que não estreou no primeiro lugar da parada ou a receber certificação de platina no Reino Unido. Em agosto de 2013, Leona Lewis confirmou que estava no processo de gravação de seu primeiro álbum de Natal, sob a sugestão de seu chefe e amigo, Simon Cowell. O álbum Christmas, with Love foi lançado em novembro de 2013, por Leona Lewis; ele alcançou a 13ª posição na parada de álbuns do Reino Unido e recebeu certificação de ouro pela Indústria Fonográfica Britânica (BPI, em inglês), em 27 de dezembro de 2013, vendendo mais de 100.000 cópias.

## Gravação e produção
Em 23 de setembro de 2013, foi noticiado que Leona Lewis faria sua estreia no cinema atuando em Walking on Sunshine, longa inspirado no filme homônimo dos anos 80. Em entrevista ao Digital Spy, em 27 de novembro de 2013, Lewis confirmou que começaria a trabalhar em seu quinto álbum de estúdio em janeiro de 2014, depois de terminar a divulgação de Christmas, with Love. Ela revelou que, durante a produção do último álbum, no verão de 2013, ela se reuniu com alguns produtores para conceptualizar um tema para o novo álbum, porém, o foco principal na época, era compor canções para o álbum de Natal. Em relação ao estilo e composição das canções, Lewis disse que os trabalhos em 2013 permitiram com que ela se re-insipasse; ela declarou que, depois de gravação canções para Walking on Sunshine, ela queria que o novo álbum tivesse um som semelhante aos anos 80. O álbum de Natal permitiu que ela "abrisse sua mente para ir para algo completamente diferente", afirmando que procuraria desenvolver um "som reminiscêncialmente retrô", com possibilidade de ser o tema central do álbum.
Em uma entrevista ao site Daily Star, em 3 de janeiro de 2014, Leona Lewis disse que após o lançamento da primeira canção de trabalho que promoveu seu álbum natalino, "One More Sleep", ela começou a sorrir novamente. Ela afirmou que nunca se sentiu feliz durante o processo de produção do álbum, por ser "atraída pela melancolia, melancolias de cortar o coração", e que ela gostou de fazer algo diferente. A cantora britânica afirmou ainda que a maior parte do novo álbum seria "mais divertido", e que algumas canções "não festivas" que ela gravou paralelamente à produção de Christmas, with Love‍, ao longo de 2013, já foram descartadas e postas de lado.

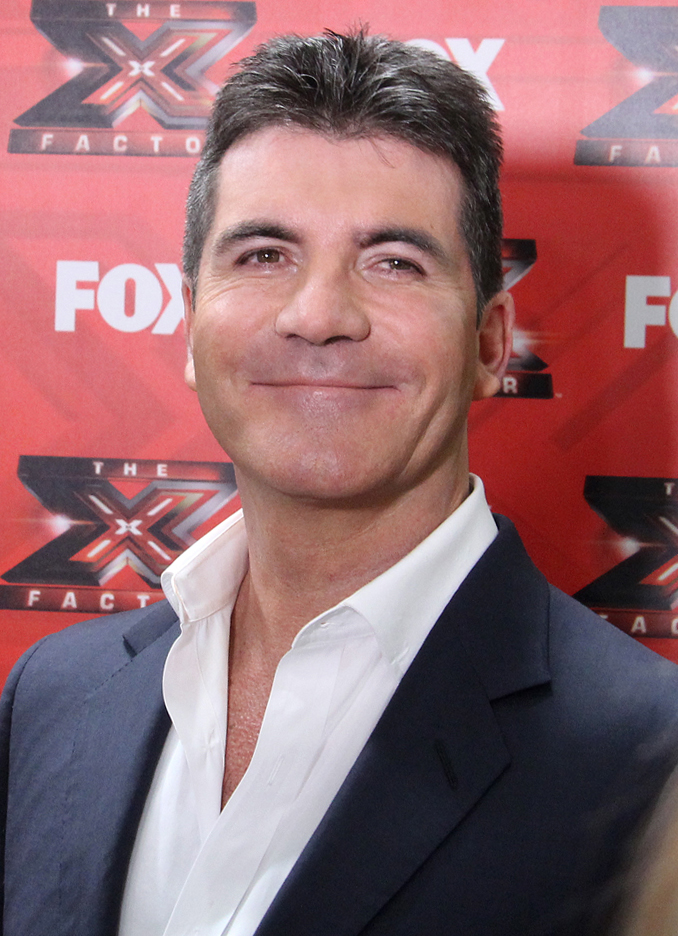
Simon Cowell agradeceu a Leona Lewis pelo tempo na Synco e desejou sucesso com a nova gravadora.

Em 3 de junho de 2014, Lewis anunciou que estava rompendo com sua atual gravadora, a Syco Music, após sete anos. O dono da gravadora e mentor de cantora, Simon Cowell, a parabenizou através de uma mensagem postada em seu perfil no microblogging Twitter: "Parabéns Leona! Tivemos 7 grandes anos juntos e agora desejo tudo de melhor para o seu futuro. Você colocou o X Factor no mapa..." Leona, então, confirmou que havia assinado um novo contrato com a gravadora concorrente da Synco no Reino Unido, a Island Records, uma divisão da Universal Music Group. Ao ingressar no selo, ela disse que "depois de sete anos incríveis na Syco, sinto-me honrada de ser dada a oportunidade de assinar para, talvez, o rótulo mais icônico de todos, a Island Records", afirmando mais tarde, ainda, que sua saída da Syco vem depois de "vários anos" de consideração. Lewis disse ainda que, quando ela expressou o seu desejo de mudar de gravadora, ficou insegura quando à repercussão do público que poderia afirmar que ela teria sido abandonada pelo selo. No entanto, as diferenças criativas em relação ao seu quinto álbum de estúdio foi um dos motivos para a troca. Sobre a saída da gravadora, ela disse:

"Pediram-me para eu fazer um trabalho que não seria fiel a mim mesma. Como artista, eu estava grata por ter a chance de fazer um novo álbum. Mas, eu não posso fazer uma música que não fala à minha alma, e tão assustador quanto parecia, eu já não podia me compreender, e então eu decidi sair."

Em 27 de novembro de 2013, Leona Lewis afirmou que, durante a produção do seu álbum natalino, no verão de 2013, ela se encontrou com vários produtores para conceituar um tema para o novo álbum. Ela confirmou que as sessões de gravação para o novo projeto começaria no início de janeiro de 2014, e que recentemente "estendeu a mão" para diferentes compositores e produtores musicais. Ela disse que adoraria trabalhar com Bruno Mars e seus colaboradores, The Smeezingtons. Em 19 de dezembro do mesmo ano, Lewis disse que já havia gravado algumas canções com Poet, responsável por produzir álbuns e conteúdos para a banda Black Eyed Peas, e com outros produtores desconhecidos. Em 30 de agosto de 2014, ela revelou que havia passado uma semana em estúdio trabalhando com Jesse Shatkin, co-compositor de "Chandelier", canção da cantora e compositora australiana Sia.

## Divulgação
A divulgação de I Am começou em 19 de dezembro de 2014, quando Leona Lewis postou um vídeo curto onde ela tocava piano e cantava uma frase do refrão de "Fire Under My Feet", enquanto outro integrante de sua banda tocava bateria. Em 12 de fevereiro de 2015, ela enviou para o seu perfil no site de vídeos YouTube uma espécie de making-off da gravação da canção. Quatro dias depois, outro vídeo foi enviado, mostrando Lewis durante o processo de gravação de várias outras canções do álbum. Em abril, a Def Jam realizou uma festa onde alguns puderam ouvir canções do novo álbum de Leona Lewis. Ela, inclusive, cantou cinco canções, entre elas "Fire Under My Feet", a canção homônima ao título do álbum "I Am", "I Got You", "Ladders" e "Thank You". Dois dias depois, a arte da capa para a edição padrão do álbum foi disponibilizada. Em 21 de abril de 2015, um novo vídeo foi enviado para o perfil oficial de Leona Lewis no YouTube; nele, ela msotrava o processo de gravação de "Fire Under My Feet", além do ensaio fotográfico que deve ser usado para o single e para o álbum, enquanto um trecho da canção toca durante o vídeo. Em 13 de junho de 2015, Lewis cantou "I Got You" e "Another Love Song" na boate londrina G-A-Y. No mesmo dia, ela apresentou "The Essence of Me" na BBC Radio 2.
A lista de faixas da edição padrão e da edição de luxo do álbum foram revelados pela primeira vez pela loja virtual Amazon.co.uk em 24 de junho de 2015, enquanto a arte da capa da edição de luxo foi revelada no dia seguinte. Em 26 de junho de 2015, a Universal Music colocou o álbum em pré-venda em seu site, e no dia seguinte no iTunes. A canção "Another Love Song" foi disponibilizada para compra como single promocional em algumas lojas virtuais, como o iTunes e a 7digital. "Power" foi lançada como canção promocional na Alemanha, em 28 de agosto de 2015. Mais tarde, a canção foi disponibilizada em outros países, em 4 de setembro de 2015. As versões de estúdio das faixas "I Got You" e "Ladders" estrearam na BBC Radio 2 em 1 e 3 de setembro, respectivamente.
Em 11 de setembro de 2015, a cantora anunciou sua terceira turnê para promover I Am, com uma tiragem inicial de quatorze datas no Reino Unido.

## Singles
A primeira canção de trabalho do álbum, "Fire Under My Feet", foi lançado em 7 de junho de 2015. A canção foi escrita por Leona Lewis e Toby Gad, e chegou à 51ª posição na parada britânica, uma semana após o seu lançamento. O single ainda alcançou ainda a trigéssima posição na parada portuguesa."I Am", foi liberado no iTunes do Reino Unido em 22 de julho de 2015, como segundo single do álbum, porém sem impacto nas paradas musicais. "Thunder" foi a terceira canção de trabalho de I Am. A faixa entrou na parada estadunidense adulto-contemporânea.

## Recepção da crítica
| Críticas profissionais | Críticas profissionais |
| Avaliações da crítica  | Avaliações da crítica  |
| Fonte                  | Avaliação              |
| ---------------------- | ---------------------- |
| AllMusic               | [ 27 ]                 |
| Digital Spy            | [ 28 ]                 |
| Evening Standard       | [ 29 ]                 |
| Idolator               | [ 30 ]                 |

Thomas Elrewine do site AllMusic declarou que "Lewis aproveita este álbum para redefinir seu som" com "músicas apaixonadas e fortemente trabalhadas (...) resultado de composições mais fortes (...) fazendo de I Am seu melhor álbum já lançado". Ele diz ainda que a sonoridade do projeto lembra a "diva britânica, Adele". O autor da Digital Spy constatou que "para todos os efeitos, I Am é o álbum de rompimento de Leona. Tendo trabalhado com Toby Gad, ela criou um registro concentrado com uma voz sólida, o que a posiciona como uma compositora que tem algo a dizer. A mistura de frustração e determinação de Leona, deixa-a mais vulnerável do que já a ouvimos antes, mas no final ela vem mais forte do que nunca. Leona tem um tipo diferente, se comparada aos ex-participantes e ganhadores do X Factor, e ela está fazendo maravilhas".
Para Chuck Campbell, do Knoxville News Sentinel, "Leona Lewis soa muito bem em seu novo álbum, mas, o seu lançamento ainda causa decepção. O problema é que ele [o álbum] é um pouco óbvio e, portanto, um pouco oco". Ela ainda acrescentou que a cantora britânica "soa corajosa, como ela sempre faz". O Idolator publicou a crítica de Kath Iandoll que afirma que "as 10 faixas são cheia de uma bela música, seria negligência sugerir hits para I Am. E é aí que a voz de Leona se torna um impedimento. (...) Mas ainda há muitos momentos 'yaaasssss', o suficiente para fazer você esperar seu próximo grande sucesso, que não deve demorar". John Aizlewood, do site Evening Standard, sentiu que "I Am, foi anunciado como um recomeço, mas sem dúvidas, ele nos faz sentir como um fim. É certamente mais do menos, e Lewis parece um aluno de direção cautelosa no dia do teste. O som do álbum soa como se tivesse sido gravado em casa, mas, os vocais de Lewis ainda estão anódinos (...) além de existir erros de discordantes quanto à emoção transmitida pelo projeto"

## Desempenho comercial
Após sua estreia, I Am, não conseguiu atingir o sucesso comercial semelhante aos álbuns anteriormente lançados por Leona Lewis. No Reino Unido, o álbum estreou na décima segunda posição da parada de álbuns, vendendo 8.500 cópias em sua primeira semana, o que representa uma queda considerável se compara-do ao seu último álbum, Glassheart (2012), que atingiu a terceira posição da parada com 27.000 cópias.

## Lista de faixas
| N.º            | Título               | Compositor(es)                                | Produtor(es)    | Duração |  |
| 1.             | "Thunder"            | Leona Lewis Toby Gad                          | Gad             | 3:43    |  |
| 2.             | "Fire Under My Feet" | Lewis Gad                                     | Gad             | 3:35    |  |
| 3.             | "You Knew Me When"   | Diane Warren                                  | Gad             | 4:02    |  |
| 4.             | "I Am"               | Lewis Gad Eg White                            | White Gad       | 3:42    |  |
| 5.             | "Ladders"            | Lewis Wayne Wilkins Anne Preven Kevin Anyaeji | Wilkins Anyaeji | 3:26    |  |
| 6.             | "The Essence of Me"  | Lewis Gad                                     | Gad             | 3:41    |  |
| 7.             | "I Got You"          | Lewis Gad                                     | Gad             | 3:01    |  |
| 8.             | "Power"              | Lewis James Eliot Gad                         | Eliot           | 3:19    |  |
| 9.             | "Another Love Song"  | Lewis Gad Ben Kohn Tom Barnes Pete Kelleher   | TMS             | 3:26    |  |
| 10.            | "Thank You"          | Lewis Gad Preven                              | Gad             | 3:40    |  |
| Duração total: | Duração total:       | Duração total:                                | Duração total:  | 35:35   |  |

| Versão de luxo |                                                  |                                    |         |  |
| N.º            | Título                                           | Compositor(es)                     | Duração |  |
| 11.            | "Thick Skin"                                     | Lewis Gad                          | 2:58    |  |
| 12.            | "The Best and the Worst"                         | Lewis Gad Shahid Khan Jonny Coffer | 3:24    |  |
| 13.            | "I Am" (versão acústica)                         | Lewis Gad White                    | 3:26    |  |
| 14.            | "Thunder" (versão acústica)                      | Lewis Gad                          | 3:17    |  |
| 15.            | "Fire Under My Feet" (sessão nos Estados Unidos) | Lewis Gad                          | 3:43    |  |

| Versão japonesa |                                    |                |         |  |
| N.º             | Título                             | Compositor(es) | Duração |  |
| 16.             | "Fire Under My Feet" (Endor Remix) | Lewis Gad      | 3:33    |  |

## Paradas
| Parada (2015)                  | Melhor posição |
| ------------------------------ | -------------- |
| Alemanha (Offizielle Top 100)  | 33             |
| Austrália (ARIA)               | 82             |
| Áustria (Ö3 Austria)           | 34             |
| Bélgica (Ultratop Flanders)    | 83             |
| Bélgica (Ultratop Wallonia)    | 44             |
| Escócia (OCC)                  | 11             |
| Espanha (PROMUSICAE)           | 25             |
| Estados Unidos (Billboard 200) | 38             |
| Grécia (IFPI)                  | 75             |
| Irlanda (IRMA)                 | 22             |
| Holanda (MegaCharts)           | 49             |
| Reino Unido (OCC)              | 12             |
| Suíça (Schweizer Hitparade)    | 23             |

## Histórico de lançamentos
| País        | Data                   | Edição                | Formato             | Selo/Gravadora | Ref.   |
| ----------- | ---------------------- | --------------------- | ------------------- | -------------- | ------ |
| Brasil      | 11 de setembro de 2015 | Padrão Edição de luxo | CD Download digital | Island         | [ 46 ] |
| Irlanda     | 11 de setembro de 2015 | Padrão Edição de luxo | CD Download digital | Island         |        |
| Portugal    | 11 de setembro de 2015 | Padrão Edição de luxo | CD Download digital | Island         | [ 47 ] |
| Reino Unido | 11 de setembro de 2015 | Padrão Edição de luxo | CD Download digital | Island         | [ 48 ] |